# 丸山智己
丸山 智己（まるやま ともみ、1975年〈昭和50年〉3月27日 - ）は、日本の俳優、モデル。
長野県東御市出身。キューブ所属（俳優業）、ギグマネジメントジャパン業務提携（モデル業）。

## 来歴
1993年に長野県上田東高等学校を卒業後、芸能界入り。マーク・ジェイコブス、コム・サ・デ・モード・メンのショーや『POPEYE』『an・an』などの雑誌でモデルを務める。平行して俳優業も行っていたが、2003年に出演したJTのセブンスターの広告が大谷健太郎監督の目に止まり、2005年公開の映画『NANA』にヤス役で出演し、脚光を浴びる。
青木崇高、尚玄らとともに立ち上げた劇団「REBOUND GLAMOUR（リバウンドグラマー）」に所属していたが2007年に解散。

## 人物
- 小学校中学年から中学時代は柔道、高校時代にはバレーボール部に入っていた[5]。
- 趣味・特技はバレーボール、料理、サーフィン。栄養士の資格を取得している[5]。
- 既婚で2男1女の父[6]。

## 出演

### テレビドラマ
- 真・女神転生デビルサマナー（1997年10月5日 - 1998年3月29日、テレビ東京）
- 美少女H2 第3話「死球（デッド・ボール）」（1998年10月27日、フジテレビ）
- 東京爆弾 Neo Tokyo Twilight Zone（2000年7月3日、WOWOW） - 神戸 役
- 木更津キャッツアイ 第5話（2002年2月15日、TBS）
- 湘南物語（2003年、フジテレビ）
- 霊感バスガイド事件簿 第7話（2004年5月28日、テレビ朝日）
- ナースマンがゆく 第6話（2004年11月27日、日本テレビ）
- ラブ・ジャッジ2（2004年12月28日、TBS） - ヒロシ 役
- ごくせん 第2シリーズ 第1話（2005年1月15日、日本テレビ）
- 科捜研の女 第6シリーズ（新・科捜研の女 第2シリーズ） 第1話 - 第4話・第9話（2005年7月14日 - 8月4日・9月8日、テレビ朝日） - 谷口朝男 役
- ドラマ30 デザイナー（2005年10月3日 - 11月25日、MBS・TBS） - 柾 役
- 神はサイコロを振らない（2006年1月18日 - 3月15日、日本テレビ） - 日向啓太 役
- 警視庁捜査一課9係 第6話（2006年5月24日、テレビ朝日） - 八神公仁 役
- マイ☆ボス マイ☆ヒーロー 第1話、第3話、第5話、第8話 - 最終話（2006年7月8日、7月22日、8月5日、9月2日 - 16日、日本テレビ） - 熊田勝己 役
- Xenos 見知らぬ人（2007年1月12日 - 3月30日、テレビ東京） - 謎の警官・轟 役
- ホテリアー（2007年4月19日 - 6月14日、テレビ朝日） - レストラン主任・萩原隆一 役
- ホタルノヒカリ（2007年7月11日 - 9月12日、日本テレビ） - 豪徳寺賢 役
  - ホタルノヒカリ2 第9話 - 最終話（2010年9月1日 - 15日）
- 週刊 赤川次郎「幽霊屋敷の電話番」 第6話 - 最終話（2007年8月7日 - 9月25日、テレビ東京） - 金沢和生 役
- ドラマW 蒼い瞳とニュアージュ（2007年11月25日、WOWOW） - 北岡刑事 役
- 半落ち（2007年12月8日、テレビ朝日）
- あしたの、喜多善男〜世界一不運な男の、奇跡の11日間〜（2008年1月8日 - 3月18日、関西テレビ・フジテレビ） - 与田良一 役
- Around40〜注文の多いオンナたち〜（2008年4月11日 - 6月20日、TBS） - 新庄高文 役
- 学校じゃ教えられない! 第4話（2008年8月5日、日本テレビ） - 古谷 役
- 夢をかなえるゾウ（女の幸せ篇） 第5話 - 最終話（2008年10月30日 - 12月25日、読売テレビ・日本テレビ） - 網田和哉（エース） 役
- メイちゃんの執事（2009年1月13日 - 3月17日、フジテレビ） - 四谷 役
- 相棒 Season7 第12話（2009年1月21日、テレビ朝日） - 左勇馬 役
- BOSS（2009年4月16日 - 6月25日、フジテレビ） - 池上浩 役
- サムライ・ハイスクール 第3話（2009年10月31日、日本テレビ） - 大室 役
- 絶対零度 〜未解決事件特命捜査〜（2010年4月13日 - 6月22日、フジテレビ） - 深沢ユウキ 役
  - 絶対零度 〜未解決事件特命捜査〜Special （2011年7月8日）
  - 絶対零度 〜特殊犯罪潜入捜査〜（2011年7月12日 - 9月20日）
- ジョーカー 許されざる捜査官 第5話・第6話、第9話、特別編（2010年8月10日・17日、9月7日、9月21日、フジテレビ） - 宮城夏樹 役
- サイコダイヴ（2011年1月8日、フジテレビ） - 主演・蓮見誠 役 ※テレビドラマ初主演
- TOKYO コントロール 第3話、第8話 - 最終話（2011年2月2日、4月27日 - 5月25日、フジテレビTWO） - 江口 役
- 示談交渉人 ゴタ消し 第7話、第10話・第11話（2011年2月17日、3月10日・17日、読売テレビ・日本テレビ） - 澤田京介 役
- CONTROL〜犯罪心理捜査〜 第9話（2011年3月8日、フジテレビ） - 楢崎啓一 役
- 連続テレビ小説「てっぱん」 第142話（2011年3月22日、NHK） - 佐伯了 役
- 専業主婦探偵〜私はシャドウ 第3話 - 最終話（2011年11月4日 - 12月16日、TBS） - 梶木圭吾 役
- 世にも奇妙な物語〜2011秋の特別編〜「JANKEN」（2011年11月26日、フジテレビ） - 刺客 役
- 秘密諜報員 エリカ 第10話（2011年12月8日、読売テレビ・日本テレビ） - 佐々木康介 / 飯沼明 役
- ハングリー! 第2話・第3話、第7話（2012年1月17日・24日、2月21日、関西テレビ・フジテレビ） - 川和透 役
- リーガル・ハイ 第7話（2012年5月29日、フジテレビ） - 徳松紀介 役
- 鍵のかかった部屋 第10話・最終話（2012年6月18日・25日、フジテレビ） - 萬田刑事 役
- リッチマン、プアウーマン 第2話 - 最終話（2012年7月16日 - 9月17日、フジテレビ） - 乃木湧太 役
  - リッチマン、プアウーマン in ニューヨーク（2013年4月1日）
- VISION-殺しが見える女- 第9話・第10話（2012年9月6日・13日、読売テレビ・日本テレビ） - 竹村幸夫 役
- ゴーイング マイ ホーム 第1話（2012年10月9日、関西テレビ・フジテレビ） - 池堀慶二 役
- 金曜プレステージ特別企画 悪党（2012年11月30日、フジテレビ） - 榎木和也 役
  - 金曜プレステージ 希代の悪女シリーズ「銭女」（2014年4月11日） - 岩間一也 役
- 神様のボート 第2話（2013年3月17日、NHK BSプレミアム） - 朝倉真治 役[7]
- 鴨、京都へ行く。-老舗旅館の女将日記- 第1話、第3話、第5話（2013年4月9日、4月23日、5月7日、フジテレビ） - 石黒哲也 役
- お天気お姉さん（2013年4月12日 - 6月7日、テレビ朝日） - 遠藤壮一 役
- ご縁ハンター 第2話（2013年4月20日、NHK総合） - 岡村健介 役
- ガリレオ 第2シーズン 第八章「演技る」（2013年6月3日、フジテレビ） - 駒田良介 役
- 謎解きはディナーのあとで スペシャル〜風祭警部の事件簿〜（2013年8月2日、フジテレビ） - 手塚聡 役
- Oh,My Dad!! 第9話 - 最終話（2013年9月5日 - 19日、フジテレビ） - 高村英司 役
- 花の鎖（2013年9月17日、フジテレビ） - 北神陽介 役
- 実験刑事トトリ2 第1話（2013年10月12日、NHK総合） - 内藤隆太 役
- ハニー・トラップ 第1話 - 第3話、第6話・第7話（2013年10月19日 - 11月2日、11月16日・23日、フジテレビ） - 日下部秀平 役
- 土曜ワイド劇場 特別企画「冤罪死刑」（2013年11月23日、テレビ朝日） - 春薗秀紀 役
- 海の上の診療所 第7話（2013年11月25日、フジテレビ） - 牧野真也 役
- TRICK 新作スペシャル3（2014年1月12日、テレビ朝日） - 武本幸吉 役
- 天誅〜闇の仕置人〜 第1話（2014年1月24日、フジテレビ） - 永瀬直樹 役
- 私の嫌いな探偵 最終話（2014年3月7日、テレビ朝日） - 青山浩太 役
- BORDER 警視庁捜査一課殺人犯捜査第4係 第2話（2014年4月17日、テレビ朝日） - 村上一夫 役
- 花咲舞が黙ってない 第3話（2014年4月30日、日本テレビ） - 武内克美 役
- Dr.検事モロハシ〜新たなる生命〜（2014年7月1日、フジテレビ） - 佐久間陽一 役
- GTO（2014年7月8日 - 9月16日、関西テレビ・フジテレビ） - 神谷憲治 役
- HERO 第9話（2014年9月8日、フジテレビ） - 椎名大介 役
- 銭の戦争 第1話 - 第4話（2015年1月6日 - 27日、関西テレビ・フジテレビ） - 植草守 役
- 美しき罠〜残花繚乱〜 第1話 - 第9話（2015年1月8日 - 3月5日、TBS） - 寺内巧巳 役
- 問題のあるレストラン 第2話（2015年1月22日、フジテレビ） - 森村真三 役
- 赤と黒のゲキジョー・黒い看護婦（2015年2月13日、フジテレビ） - 小田浩太 役
- マザー・ゲーム〜彼女たちの階級〜（2015年4月14日 - 6月16日、TBS） - 後藤修平 役
- 妄想彼女（2015年5月23日 - 6月20日、フジテレビ） - 安西晃平 役
- 三匹のおっさん2〜正義の味方、ふたたび!!〜 最終話（2015年6月12日、テレビ東京） - 唐沢進 役
- リスクの神様（2015年7月8日 - 9月16日、フジテレビ） - 逢沢統吉 役
- 探偵の探偵 第7話 - 第9話（2015年8月20日 - 9月3日、フジテレビ） - 淀野瑛斗 役
- 婚活刑事 第9話（2015年8月27日、読売テレビ・日本テレビ） - 小山勉 役
- あの日見た花の名前を僕達はまだ知らない。（2015年9月21日、フジテレビ） - 本間学 役
- オトナ女子 第5話 - 最終話（2015年11月12日 - 12月17日、フジテレビ） - 田代 役[8]
- スペシャルドラマ・必殺仕事人2015（2015年11月29日、ABCテレビ・テレビ朝日系） - 雉沢清十郎 役
- いつかティファニーで朝食を Season2 第4話 - 第11話（2016年1月31日 - 3月21日、日本テレビ） - 高浪啓太 役
- 素敵な選TAXIスペシャル〜湯けむり連続選択肢〜（2016年4月5日、カンテレ・フジテレビ） - 小野寺秋人 役[9]
- 世界一難しい恋（2016年4月13日 - 6月15日、日本テレビ） - 白浜吾郎 役
- コントレール〜罪と恋〜 第1話 - 第7話（2016年4月15日 - 6月3日、NHK総合） - 青木敦 役
- 水曜ミステリー9（テレビ東京）
  - マザー・強行犯係の女〜傍聞き〜（2016年4月20日） - 田神崇 役
  - 共犯 元刑事 永井耕作の誘拐捜査（2016年6月1日） - 海老沢夏彦 役
- HOPE〜期待ゼロの新入社員〜（2016年7月17日 - 9月18日、フジテレビ） - 結城雅治 役
- 石川五右衛門（2016年10月14日 - 12月2日、テレビ東京） - 石田三成 役
- 京都人の密かな愉しみ 月夜の告白「月待ちの笛」（2016年11月5日、NHK BSプレミアム） - 鵠沼幸一郎 役
- リテイク 時をかける想い 第1話（2016年12月3日、東海テレビ・フジテレビ） - 京塚大輔 役
- Chef〜三ツ星の給食〜 第9話・最終話（2016年12月8日・15日、フジテレビ） - 益子洋一 役
- 嫌われる勇気（2017年1月12日 - 3月16日、フジテレビ） - 浦部義孝 役
- 銀と金 第2話・第3話（2017年1月15日・22日、テレビ東京） - 海堂正行 役[10]
- 貴族探偵 第2話（2017年4月24日、フジテレビ） - 滝野光敏 役[11]
- コード・ブルー -ドクターヘリ緊急救命- 3rd season 第3話 - 最終話（2017年7月31日 - 9月18日、フジテレビ） - 緒方博嗣 役[12]
  - コード・ブルー 特別編 -もう一つの戦場-（2018年7月28日）
- FNS27時間テレビ にほんのれきし「源氏さん!物語」 / 「学ぶ ヒストリー劇場 大地震と富士山噴火と人々と」（2017年9月9日・10日、フジテレビ） - 立花玄以 / 伊奈忠順 役
- アイ〜私と彼女と人工知能〜（2017年10月3日・10日、フジテレビ） - 田所賢人 役
- 世にも奇妙な物語'17秋の特別編「運命探知機」（2017年10月14日、フジテレビ） - 田中隆 役
- 刑事ゆがみ 第5話（2017年11月9日、フジテレビ） - 宇津巻誠治 役[13]
- NHKスペシャル 未解決事件 File.06「赤報隊事件」（2018年1月27日、NHK総合） - 朝日新聞特命取材班記者 岡田伸之 役
- バイバイ、ブラックバード 第5話（2018年3月17日、WOWOW） - 佐野 役
- 記憶（2018年3月21日 - 6月6日、フジテレビNEXT / J:COM） - 桜庭孝行 役
- スニッファー スペシャル（2018年3月21日、NHK総合） - 佐伯誠二 役
- ストリートワイズ・イン・ワンダーランドー事件の方が放っておかない探偵ー「壱岐島 鬼伝説編」（2018年3月27日、フジテレビ） - 山田 役
- スモーキング（2018年4月20日 - 7月6日、テレビ東京） - ゴロ 役[14]
- 月曜名作劇場 内田康夫サスペンス 新・浅見光彦シリーズ「平家伝説殺人事件」（2018年5月21日、TBS） - 当山林太郎 役[15]
- ヘッドハンター 第7話（2018年5月28日、テレビ東京） - 高坂次郎 役[16]
- 68歳の新入社員（2018年6月18日、カンテレ・フジテレビ） - 岡崎健吾 役
- 部長 風花凜子の恋（2018年7月5日・12日、読売テレビ・日本テレビ） - 速水貴文 役[17]
- GIVER 復讐の贈与者 第9話（2018年9月8日、テレビ東京） - 山崎邦夫 役[18]
- ドロ刑 -警視庁捜査三課-（2018年10月13日 - 12月15日、日本テレビ） - 勝手田利治 役[19]
- 連続ドラマW 盗まれた顔 〜ミアタリ捜査班〜（2019年1月5日 - 2月2日、WOWOW） - 川本 役[20]
- JOKER×FACE 第3話・第4話（2019年1月29日・2月5日、フジテレビ） - 正雄 役[21]
- THE GOOD WIFE / グッドワイフ 第7話 - 第9話（2019年2月24日 - 3月10日、TBS） - 木内幸久 役[22]
- ラジエーションハウス〜放射線科の診断レポート〜（2019年4月8日 - 6月17日、フジテレビ） - 威能圭 役
  - ラジエーションハウス〜放射線科の診断レポート〜『特別編』〜旅立ち〜（2019年6月24日）
  - ラジエーションハウスII〜放射線科の診断レポート〜（2021年10月4日 - 12月13日）
- Heaven? 〜ご苦楽レストラン〜 第7話（2019年8月20日、TBS） - 湯浅浩一 役
- 同期のサクラ 第2話・第7話（2019年10月16日・11月20日、日本テレビ） - 桑原厚矢 役
- 左ききのエレン 第5話 - 最終話（2019年11月18日 - 12月23日、MBS / 11月20日 - 12月25日、TBS） - 柳一 役[23]
- 新春3夜連続ドラマ 「破天荒フェニックス」（2020年1月3日 - 5日、テレビ朝日） - 橋本悟 役[24]
- アリバイ崩し承ります 第1話（2020年2月1日、テレビ朝日） - 奥山新一郎 役
- 駐在刑事 Season2 第3話（2020年2月7日、テレビ東京） - 安田雄一 役[25]
- ワケあって火星に住みました〜エラバレシ4ニン〜 最終話（2020年2月29日、WOWOW） - 麻生 役
- 信州発地域ドラマ ピンぼけの家族（2020年3月4日、NHK BSプレミアム） - 宮下洋治 役
- アライブ がん専門医のカルテ 第10話（2020年3月12日、フジテレビ） - 佐伯隼人 役[26]
- 不協和音 炎の刑事 VS 氷の検事（2020年3月15日、テレビ朝日） - 大八木宏邦 役[27]
- 連続ドラマW オペレーションZ〜日本破滅、待ったなし〜（2020年3月15日 - 4月19日、WOWOW） - 土岐吾郎 役
- GARO -VERSUS ROAD-（2020年4月2日 - 6月26日、TOKYO MX他） - 葉霧宵刹 役[28]
- BG〜身辺警護人〜 第4話（2020年7月9日、テレビ朝日） - 谷口守治 役
- 日暮里チャーリーズ（2020年8月2日 - 30日、ABCテレビ / 8月9日 - 9月6日、テレビ朝日系） - 谷中 役[29]
- 仮面ライダーゼロワン 第42話 - 第44話（2020年8月9日 - 23日、テレビ朝日） - 与多垣ウィリアムソン 役
- 私たちはどうかしている 第3話・最終話（2020年8月26日・9月30日、日本テレビ） - 多喜川秀幸 役
- タリオ 復讐代行の2人 第6話（2020年11月13日、NHK総合） - 青井蒼一郎 役
- ゲキカラドウ 第4話（2021年1月28日、テレビ東京） - 前田直 役
- 珈琲いかがでしょう 第3話（2021年4月19日、テレビ東京） - 遠藤 役[30]
- 緊急取調室（テレビ朝日） - 鬼塚貞一 役
  - 4th Season 第6話（2021年8月26日）
  - 新春ドラマスペシャル「特別招集 2022 8億円のお年玉」（2022年1月3日）
- アンラッキーガール! 第2話 - 最終話（2021年10月14日 - 12月9日、読売テレビ・日本テレビ） - 福良重流 役[31]
- 消えた初恋 第6話（2021年11月6日、テレビ朝日） - 阿久津 役[32]
- 前科者 -新米保護司・阿川佳代-（2021年11月20日 - 12月25日、WOWOW） - 佳代を助ける男 役
- 部長と社畜の恋はもどかしい（2022年1月6日 - 3月24日 、テレビ東京） - 諌山基 役[33]
- 奇跡のバックホーム（2022年3月13日、ABCテレビ・テレビ朝日） - 田中秀太 役[34]
- 寂しい丘で狩りをする（2022年4月23日 - 、テレビ東京）- 押本忠夫 役[注 1][35]
- 17才の帝国（2022年5月21日、NHK） - 林葉大地 役
- 石子と羽男-そんなコトで訴えます?- 第1話（2022年7月15日、TBS） - 矢野支店長 役
- 家庭教師のトラコ（2022年7月20日 - 、日本テレビ） - 下山満男 役[36]
- NICE FLIGHT!（2022年7月22日 - 9月9日、テレビ朝日） - 村井雄太郎 役[37]
- ホリデイ〜江戸の休日〜（2023年1月6日、テレビ東京） - 高田屋又五郎 役[38]
- 凋落ゲーム（2023年2月8日 - 3月1日、フジテレビ）- 藤木剛志 役[39]
- 俺の美女化が止まらない!?（2023年4月6日 - 5月25日、テレビ東京） - 百恵 役[40]
- 合理的にあり得ない〜探偵・上水流涼子の解明〜（2023年4月17日 - 6月26日、関西テレビ・フジテレビ） - 丹波勝利 役[41]
- 月読くんの禁断お夜食（2023年4月22日 - 6月17日、テレビ朝日） - 大岩健作 役[42]
- 週末旅の極意〜夫婦ってそんな簡単じゃないもの〜（2023年7月6日 - 8月24日、テレビ東京） - 都築浩介 役[43]
- ノッキンオン・ロックドドア 第2話・第3話（2023年8月5日・12日、テレビ朝日） - 浦和敬人 役[44]
- ONE DAY〜聖夜のから騒ぎ〜（2023年10月9日 - 12月18日、フジテレビ） - 筒井賢人 役[45][46]
- たとえあなたを忘れても（2023年10月22日 - 、ABCテレビ・テレビ朝日） - 青木智也 役[47]
- 家政夫のミタゾノ 第6リーズ 第7話（2023年11月21日、テレビ朝日） - 矢崎智 役[48][49]
- 松本清張ドラマスペシャル 第二夜「ガラスの城」（2024年1月4日、テレビ朝日） - 杉岡 役[50]
- 闇バイト家族（2024年1月6日 - 3月23日、テレビ東京） - 一ノ瀬 役[51]
- 恋する警護24時 第1話（2023年1月13日、テレビ朝日）- 北沢克己 役[52]
- Re:リベンジ-欲望の果てに- 第5話（2024年5月9日、フジテレビ） - 宇佐美義満 役
- パンドラの果実〜科学犯罪捜査ファイル〜 最新章SP （2024年6月16日、日本テレビ） - 桑原慎 役[53]
- 笑うマトリョーシカ（2024年6月28日 - 9月6日、TBS） - 山中尊志 役[54][55]
- 三ツ矢先生の計画的な餌付け。（2024年7月26日 - 、MBS） - 野口薫 役[56]
- 栞ちゃん 心の声を聞かせてよ 第2話（2024年12月13日、テレビ朝日） - 力山健二 役[57]
- ホンノウスイッチ（2025年1月11日 - 3月15日、テレビ朝日） - 星英治 役[58]
- 家政婦クロミは腐った家族を許さない 第4話・第6話 - 第8話・第11話・第12話（2025年2月1日・15日 - 3月1日・22日・29日、テレビ東京） - 緑川一馬 役[59]
- 彼女がそれも愛と呼ぶなら（2025年4月3日 - 6月6日、読売テレビ・日本テレビ） - 風間到 役[60]
- こんばんは、朝山家です。（2025年7月6日 - 、ABCテレビ・テレビ朝日） - 吉浦亮 役[61]
- 私の彼が姉の夫になった理由（2025年8月8日 - 、MBS） - 吉村正樹 役[62]

### 配信ドラマ
- BRAND GUARDIANS 第3話 - 最終話（2012年10月15日 - 12月24日）
- フジコ（2015年11月13日、全6話、Hulu） - 若村春 役[63]
- アイ〜私と彼女と人工知能〜 パラレルドラマ編 第2話（2017年10月15日、FOD） - 田所賢人 役
- 配信ボーイ 〜ボクがYouTuberになった理由〜（2018年3月24日 - 3月30日、全8話、dTV） - 赤井 役
- 全裸監督 第5話、第7話・最終話（2019年8月8日、Netflix）
- 部長と社畜の結婚はもどかしい（2022年3月24日、Paravi） - 諌山基 役[64]
- THE DAYS（2023年6月1日、Netflix） - 霜田[65]
- パンドラの果実〜科学犯罪捜査ファイル〜 Season3 第4話・第5話（2024年7月7日・14日、Hulu） - 桑畑慎 役[53]

### オーディオドラマ
- オーディオドラマ「アレのはなし」 EPISODE02:アレの張り込み（2020年3月31日、Spotify/Apple Podcasts/Anchor） - 井上警部 役[66]

### 映画
- オーディション（2000年3月3日、アートポート）
- 金髪の草原（2000年9月9日、ザナドゥー）
- SHABONDAMA ELEGY（2004年1月13日、UPLINK）
- NANA（2005年9月3日、東宝） - 高木泰士（ヤス） 役
  - NANA2（2006年12月9日）
- シムソンズ（2006年2月18日、ドリームステージピクチャーズ / アットムービー / エスパース・サロウ） - 田辺幸彦 役
- さくらん（2007年2月24日、アスミック・エース） - 日暮の客 役
- 小森生活向上クラブ（2008年11月8日、ファントム・フィルム）
- 20世紀少年 最終章 ぼくらの旗（2009年8月29日、東宝） - 親友隊の隊長 役
- 空気人形（2009年9月26日、アスミック・エース） - 萌の父親・真治 役
- カイジ 人生逆転ゲーム（2009年10月10日、東宝）
- SP 野望篇（2010年10月30日、東宝） - スーツ姿の男 役
- 黒執事（2014年1月18日、ワーナー・ブラザース映画） - 明石 役
- るろうに剣心 京都大火編 / 伝説の最期編（2014年8月1日・9月13日、ワーナー・ブラザース映画） - 悠久山安慈 役
- アンフェア the end（2015年9月5日、東宝）
- ミュージアム（2016年11月12日、ワーナー・ブラザース映画） - 菅原剛 役
- サクラダリセット 前編 / 後編（2017年3月25日・5月13日、ショウゲート） - 加賀谷 役
- 劇場版 コード・ブルー -ドクターヘリ緊急救命-（2018年7月27日、東宝） - 緒方博嗣 役
- ニセコイ（2018年12月21日、東宝）[67] - 佐々木竜之介 役
- きばいやんせ!私（2019年3月9日、アイエス・フィールド）
- 超・少年探偵団NEO -Beginning-（2019年10月25日、coyote） - 小林芳信 役
- 仮面病棟（2020年3月6日、ワーナー・ブラザース映画） - 角倉 役
- 銃 2020（2020年7月10日、KATSU-do） - 歯医者だと名乗る中年男 役
- 天外者（2020年12月11日、ギグリーボックス） - 勝海舟 役
- 地獄の花園（2021年5月21日、ワーナー・ブラザース映画） - 工藤早苗 役[68]
- 劇場版 ラジエーションハウス（2022年4月29日、東宝） - 威能圭 役[69]
- 鋼の錬金術師シリーズ（ワーナー・ブラザース映画）
  - 鋼の錬金術師 完結編 復讐者スカー（2022年5月20日）[70]
  - 鋼の錬金術師 完結編 最後の錬成（2022年6月24日）[70]
- かくしごと（2024年6月7日、ハピネットファントム・スタジオ）[71]
- ラストマイル（2024年8月23日、東宝） - 小田島克己 役[72][73]
- 劇場版「緊急取調室 THE FINAL」（2025年12月26日公開予定、東宝） - 鬼塚貞一 役[74][75][76]

### オリジナルビデオ
- BE-BOP-HIGHSCHOOL（1998年、東映）
- プロジェクト・サウザー 後編（2020年予定、東映） - 与多垣ウィリアムソン 役[77]

### バラエティ
- 世界ウルルン滞在記（毎日放送）
- にっぽん清流ワンダフル紀行（NHK-BShi）

### 舞台
- シナヤカナ青い猿
  - 演出：Fooh MURABAYASHI
- 積乱雲ラプソディ
- STRONG STYLE 沖縄公演
- エエンYOコレデ
  - 演出：小林勝也
- REBOUND GLAMOUR「SHANDAYGAFF STRANGER」（2004年、+1/アイピット目白）
- Studio Life公演「OZ」（2005年、全国7都市） - ネイト 役
  - 作・演出：倉田淳
- PARCO・RICOMOTION Presents「開放弦」（2006年、PARCO劇場 他）
  - 作：倉持裕、演出：G2
- 血は立ったまま眠っている（2010年、Bunkamuraシアターコクーン/シアターBRAVA!）
  - 作：寺山修司、演出：蜷川幸雄
- 大規模修繕劇団 旗揚げ公演「血の婚礼」（2011年、にしすがも創造舎体育館特設会場） - ハルキ 役
  - 作：清水邦夫、演出：蜷川幸雄
- PRESS 〜プレス〜（2012年、Bunkamuraシアターコクーン/シアターBRAVA!） - 牧田 役
  - 作：生瀬勝久、演出：水田伸生
- 彩の国シェイクスピア・シリーズ第25弾「シンベリン」（2012年、彩の国さいたま芸術劇場 大ホール/北九州芸術劇場 大ホール/梅田芸術劇場シアター・ドラマシティ）
  - 作：ウィリアム・シェイクスピア、演出：蜷川幸雄
- 祈りと怪物〜ウィルヴィルの三姉妹〜【KERAバージョン】（2012年 - 2013年、Bunkamuraシアターコクーン/シアターBRAVA!） - ヤン（流れ者） 役
  - 作・演出：ケラリーノ・サンドロヴィッチ
- CBGK Premium Stage リーディングドラマ「Re:」Session4（2013年、CBGKシブゲキ!!）
  - 作・演出：土田英生
- 彩の国さいたま芸術劇場開館20周年記念 彩の国シェイクスピア・シリーズ第29弾「ジュリアス・シーザー」（2014年、彩の国さいたま芸術劇場 大ホール/北九州芸術劇場 大ホール/上田市交流文化芸術センター 大ホール/梅田芸術劇場シアター・ドラマシティ） - ルシリアス/元老/市民 役
  - 作：ウィリアム・シェイクスピア、演出：蜷川幸雄
- 君が人生の時（2017年、新国立劇場 中劇場） - ニック 役[78]
  - 作：ウィリアム・サローヤン、翻訳：浦辺千鶴、演出：宮田慶子
- 唐版 風の又三郎（2019年、Bunkamuraシアターコクーン/森ノ宮ピロティホール） - 死の青年 役[79]
  - 作：唐十郎、演出：金守珍

### ミュージック・ビデオ
- FUNKY MONKEY BABYS「LOVE SONG」（2011年）
- Ms.OOJA「Ti Amo」（2013年）

### CM・広告
- JT
  - セブンスター（2003年）[3]
  - セブンスター・ライト・メンソール（2008年）
  - 「ひとつずつですが、未来へ 宣言篇」（2018年）
- JR東日本
- エドウイン
- EPSON
- NTT西日本フレッツ
- 丸井
- ナイキ
- トヨタ・プロボックス
- 資生堂 ナチュルゴ
- ソニー VAIO
- 富士通
- トヨタ自動車 「HUMANITY」

### 雑誌
- Begin
- POPEYE[3]
- an・an[3]
- so-en
- CHECK MATE
- FINEBOYS
- ストリートジャック
- MRハイファッション
- Men's JOKER
- Invitation
- 流行通信
- OCEANS

### ショー
- コムサ・デ・モード・メン[3]
- コムサ・デ・モード
- マーク・ジェイコブス[3]
- ラコステ 来日コレクション
- YOSHIKI HISHINUMA
- Jean Colona
- Calvin Klein Jeans
- LAD MUSICIAN